# Новая Рогозна
Новая Рогозна или Рогозная (укр. Нова Рогізна) — правый приток Десны, протекающий по Новгород-Северскому району (Черниговская область, Украина). В верховье называется Рогозна.

## География
Длина — 22, 19 км. Площадь водосборного бассейна — 145 км². Русло реки (отметки уреза воды) в среднем течении (село Гремяч) находится на высоте 129,1 м над уровнем моря.
Русло извилистое, шириной 15 м и глубиной 0,2 м. Создан один пруд (село Михальчина Слобода).
Река берёт начало севернее села Николаевское (Новгород-Северский район). Река течёт на север, затем на восток. Впадает в Десну (на 564-м км от её устья) в селе Камень (Новгород-Северский район).
Пойма занята лесами с очагами заболоченных участков, в нижнем течении данные комплексы чередуются. В пойме реки (среднее течение) расположен гидрологический заказник местного значения Рогозинский, с общей площадью 200 га, в верхнем течении — Купели (98 га) и Михальчино-Слободской (74 га).
Притоки:
1. Пятна

Населённые пункты на реке:
1. Михальчина Слобода
2. Диброва
3. Богданово
4. Гремяч
5. Камень